# Big Joe Turner
Big Joe Turner, geboren als Joseph Vernon Turner (Kansas City, 18 mei 1911 – Inglewood, 24 november 1985), was een Amerikaans blueszanger. Hij vergaarde echter zijn grootste faam tijdens zijn rock-'n-rollfase in de jaren vijftig. Turner wordt ook wel Boss of the Blues genoemd.

## Carrière

### Jongere jaren
Hoewel Turner zijn grootste faam in de jaren vijftig beleefde met zijn succes in de rock-'n-roll, zoals met het nummer Shake, Rattle and Roll, strekt zijn carrière van de jaren twintig tot de jaren tachtig. Turner werd bekend onder verschillende bijnamen zoals Boss of the Blues en vooral als Big Joe Turner (vanwege zijn corpulent postuur). Hij ontdekte zijn liefde voor muziek door zijn betrokkenheid bij de kerk. Zijn vader kwam om in een treinongeluk toen Turner vier jaar oud was. Om zelf geld te verdienen verliet hij als 14-jarige jongen de school en werd hij straatzanger. Turner vond uiteindelijk werk in clubs in Kansas City. Hij begon als kok en werd daarna ober en barman. Na een tijd werd Turner bekend als The Singing Bartender (de zingende barman). Turner kon als zanger terecht in clubs als The Kingfish Club en The Sunset. Turner en zijn pianospelende partner Pete Johnson werden lokaal bekende artiesten.

### Eerste successen
Turners partnerschap met boogiewoogiepianist Pete Johnson bleek succesvol. Samen vertrokken ze in 1936 naar New York, alwaar ze samen met jazzklarinettist  Benny Goodman een concert gaven. Het zorgde voor verdere bekendheid, maar toch in beperkte mate. Turner gaf aan dat New York nog niet klaar was voor hem en zijn muziek en derhalve keerde hij terug naar Kansas City. Uiteindelijk werden ze ontdekt in 1938 door de talentenscout John H. Hammond. De scout nodigde Turner en Johnson uit om opnieuw naar New York om te komen om te spelen bij een van zijn From Spirituals to Swing-concerten in Carnegie Hall. In datzelfde jaar scoorden Turner en Johnson een hit met het nummer Roll Em Pete. Turner zou het nummer later nog meerdere malen opnemen met verschillende artiesten en in andere versies. Naast Roll 'Em Pete waren Turners andere bekendere nummers rond die tijd Cherry Red, I Want A Little Girl en Wee Baby Blues. In 1939 begonnen Turner en Johnson samen met de boogiewoogie-spelers Albert Ammons en Meade Lux Lewis een samenkomst in Café Society, een club in New York. Verscheidene muzikanten namen hieraan deel, zoals zangeres Billie Holiday en de band van Frank Newton.

### Van blues naar rock-'n-roll
In 1941 ging Turner naar Los Angeles, waar hij optrad in Duke Ellingtons revue Jump for Joy in Hollywood. Hij verscheen als een zingende politieman in een act, genaamd He's on the Beat. Los Angeles werd zijn thuisbasis voor een tijd. In 1945 opende hij samen met Johnson aldaar hun eigen café, genaamd The Blue Moon Club. Turner maakte veel opnames, niet alleen met Johnson maar ook met pianisten Art Tatum, Sammy Price en verschillende jazz-ensembles. Hij nam nummers op bij verschillende platenlabels, vooral bij National Records, waar hij ook opnam met het Count Basie Orchestra. Toen Turner in 1951 optrad met het Count Basie Orchestra in het Apollo Theater in Harlem, hij viel in voor Jimmy Rushing, werd hij gespot door Ahmet en Nesuhi Ertegün. Zij lieten Turner tekenen voor een nieuw label: Atlantic Records. Turner scoorde een paar hits met nummers als Chains of Love en Sweet Sixteen, welke hem tevens een tienerfavoriet maakten. Zijn succes nam toe door rock-'n-roll-singles als Shake, Rattle and Roll, Flip Flop & Fly en Corrine, Corrina. Hoewel de cover van het nummer Shake, Rattle and Roll van Bill Haley & His Comets een grotere hit werd dan die van Turner, zochten veel luisteraars de versie van Turner en werden daarbij geïntroduceerd in de wereld van de R&B. Ook Elvis Presley coverde het nummer. Turners populariteit nam toe. Hij verscheen op televisie en in verschillende films als Rock 'n' Roll Revue (1955) en Shake, Rattle & Rock (1956). Turner wordt hiermee gezien als een van de belangrijke schakels in de transformatie van blues naar rock-'n-roll in de jaren vijftig.

### Latere jaren en overlijden
Na een aantal hits en succes in de rock 'n roll-wereld gedurende de jaren vijftig, liet Turner de populaire muziek achter zich en keerde terug naar zijn wortels als blueszanger. In 1966 hielp Bill Haley Turners carrière een handje door hem zijn band The Comets voor een reeks opnamen beschikbaar te stellen. In de jaren zestig en zeventig bleef Turner trouw aan de blues. Hij verscheen op verscheidene festivals en nam vooral albums op bij het platenlabel Impresario Norman Granz's Pablo. Hij zocht toentertijd muzikale samenwerking met onder andere Jimmy Witherspoon, T-Bone Walker, Dizzy Gillespie en boogiewoogiepianist Axel Zwingenberger.
In 1985 overleed Turner op 74-jarige leeftijd aan een hartinfarct. Eerder had hij al last van artritis, gewrichtsontstekingen en diabetes. Muziekcriticus Robert Palmer schreef naar aanleiding van zijn dood lovend over Turner in The New York Times: "...his voice, pushing like a Count Basie solo, rich and grainy as a section of saxophones, which dominated the room with the sheer sumptuousness of its sound."

## Eerbetoon en nalatenschap
Zowel tijdens als na Turners leven werd zijn muzikale werk geëerd. Zo won hij in 1945 de Esquire Magazine Award in de categorie mannelijke zanger. Ook won hij de Melody Maker voor beste nieuwe zanger in 1956. In 1965 won hij de Britse Jazz Journal Award voor beste mannelijke zanger. In 1983 werd Turner opgenomen in de Blues Hall of Fame. In 1987 werd hij postuum toegevoegd aan de Rock and Roll Hall of Fame.
Turners bijdrage aan en invloed op blues- en rock-'n-rollmuziek wordt in de film The Buddy Holly Story (1978) onderkend. Buddy Holly liet zich inspireren door zwarte muzikanten uit de jaren vijftig, onder wie dus Big Joe Turner. De Amerikaanse broers en muzikanten Dave en Phil Alvin - die in hun muzikale carrière werden ondersteund door Turner - bewezen hem in 2015 eer door enkele nummers te coveren en op hun album te zetten.

## Bekende liedtekst
Roll 'em boy,

Gonna jump for joy,

Yeah man, happy as a baby boy,

My baby just brought me a brand new choo-choo toy.
— Roll 'Em Pete - geschreven door Joe Turner en Pete Johnson.

## Bekende nummers
- Roll 'Em Pete - 1938
- Chains of Love - 1951
- Honey Hush - 1953
- Shake, Rattle And Roll - 1954
- Flip Flop And Fly - 1955
- Cherry Red - 1956
- Corrine Corrina - 1956
- Love Roller Coaster - 1956
- Wee Baby Blues - 1956
- Midnight Special - 1957

## Albums
- Joe Turner Sings Kansas City Jazz (Decca, 1953)
- Joe Turner and Pete Johnson (EmArcy, 1955)
- The Boss of the Blues Sings Kansas City Jazz (Atlantic, 1956)
- Rock & Roll (Atlantic, 1957)
- Rockin' the Blues (Atlantic, 1958)
- Big Joe Is Here (Atlantic, 1959)
- Big Joe Rides Again (Atlantic, 1960)
- Jumpin' the Blues met Pete Johnson (Arhoolie, 1962)
- Joe Turner and Jimmy Nelson (Crown, 1963)
- Sings The Blues Vol. I (Oriole, 1964)
- Sings The Blues Vol. II (Oriole, 1965)
- Singing the Blues (BluesWay, 1967)
- The Real Boss of the Blues (BluesTime, 1969)
- Super Black Blues met T-Bone Walker en Otis Spann (BluesTime, 1969)
- Turns On the Blues (Kent, 1970)
- Texas Style (Black and Blue, 1971)
- Boss Man of the Blues (LMI, 1973)
- The Bosses met Count Basie (Pablo, 1974)
- The Trumpet Kings Meet Joe Turner met Dizzy Gillespie, Roy Eldridge, Harry "Sweets" Edison en Clark Terry (Pablo, 1975)
- Nobody in Mind met Roy Eldridge en Milt Jackson (Pablo, 1976)
- In the Evening (Pablo, 1976)
- Things That I Used to Do (Pablo, 1977)
- Everyday I Have the Blues met Pee Wee Crayton en Sonny Stitt (Pablo, 1978)
- Really the Blues (Big Town, 1978)
- I'm Gonna Sit Right Down and Write Myself a Letter (Spivey, 1978)
- Midnight Special (Pablo, 1980)
- Have No Fear Joe Turner Is Here (Pablo, 1981)
- The Very Best of Big Joe Turner Live (Quicksilver, 1982)
- Roll Me Baby (Intermedia, 1982)
- Boss Blues Live! (Intermedia, 1982)
- Blues Train with Roomful of Blues (Muse, 1983)
- Life Ain't Easy (Pablo, 1983)
- Kansas City Here I Come (Pablo, 1984)
- Patcha, Patcha, All Night Long met Jimmy Witherspoon (Pablo, 1985)
- Big Joe Turner With Knocky Parker and His House Rockers (Southland, 1985)
- Flip, Flop and Fly met Count Basie (Pablo, 1989)
- Stormy Monday (Pablo, 1991)
- Buck Clayton Meets Joe Turner (Black Lion, 1992)
- Shake, Rattle & Roll (Tomato, 2003)
- Live at the Music Machine 1983 (RockBeat, 2013)